# Stazione di Rotterdam Zuid
Rotterdam Zuid, è una stazione ferroviaria passante di superficie sulla linea ferroviaria Breda-Rotterdam nella città di Rotterdam, Paesi Bassi.